# Jan Teunissen

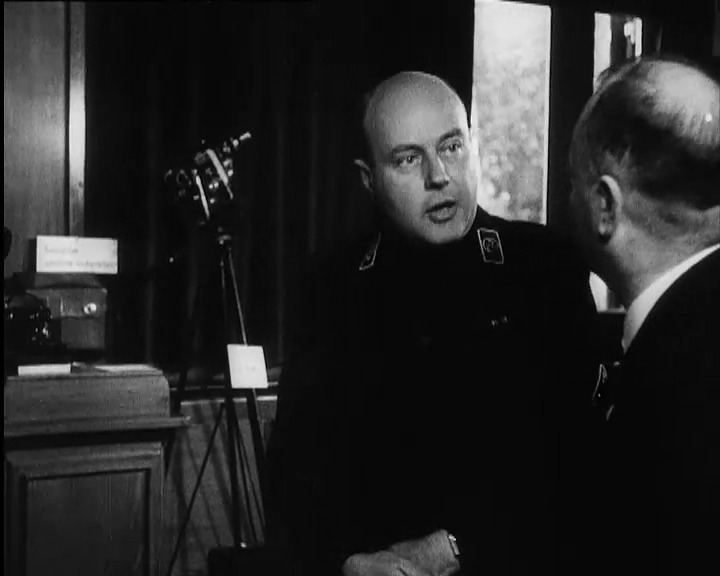
Jan Teunissen in gesprek met Anton Mussert in 1941

Gerardus Johannes (Jan) Teunissen (Den Haag, 15 april 1898 – aldaar, 24 december 1975) was een Nederlands nationaalsocialistisch filmmaker.
Jan Teunissen werd geboren als de zoon van een Haagse antiquair. Sinds 1928 maakte hij films, zoals Fragmenten (1928), Pierement (1931) en Sjabbos (1931). In 1933 maakte hij zijn eerste speelfilm, Willem van Oranje. Dit was Nederlands eerste geluidsfilm.
Op 27 augustus 1940 werd hij lid van de Nationaal-Socialistische Beweging (NSB) van Anton Mussert. Al snel werd hij hoofd van de Filmdienst van de NSB. Zijn ster rees snel en het duurde niet lang of hij was de machtigste man in de Nederlandse filmwereld gedurende de Tweede Wereldoorlog. Zo werd hij op 12 juni 1941 begunstigend lid van de Nederlandsche SS. Een half jaar later, op 22 januari 1942 werd hij door prof. dr. T. Goedewaagen, president van de Nederlandsche Kultuurkamer, benoemd tot leider van het Filmgilde. Nadat hij ook nog voorzitter van de Rijksfilmkeuring was geworden werd hij de personificatie van het collaborerend deel van de Nederlandse filmindustrie. Zijn bijnaam in die jaren was de 'filmtsaar'.
Na de geallieerde overwinning werd hij van 5 november 1945 tot 10 mei 1948 gedetineerd. Opvolgend werd het hem tien jaar lang verboden in de Nederlandse filmindustrie werkzaam te zijn.
In 2025 verscheen de film "De Propagandist", een documentaire over Teunissen van de hand van Luuk Bouwman.
 Portaal: Fascisme en nationaalsocialisme in Nederland · Fascisme · Nationaalsocialisme